# Cimitero militare italiano a Varsavia
Il cimitero militare italiano di Varsavia si trova nel quartiere Bielany, in via Marymoncka, 40.

## Storia
Come riporta il cartello all'ingresso, venne costruito tra il 1926 e il 1927 e consacrato solennemente il 15 giugno 1930 alla presenza del Ministro degli Esteri Dino Grandi.
Il cimitero si trova nelle zone suburbane a nord di Varsavia, ora ai margini dello sviluppo urbano. Nel cimitero, su una superficie di 1 ettaro, sono sepolti dalla sua fondazione 868 militari italiani (di cui 841 noti) catturati dall'esercito dell'impero tedesco sul fronte italiano e morti nei campi di prigionia in territorio polacco durante la prima guerra mondiale. Dal secondo dopoguerra sono qui sepolti altri 1413 cittadini italiani (di cui 1238 noti) uccisi in guerra o assassinati in campi di prigionia nazisti e nei campi di concentramento durante la seconda guerra mondiale. Questi caduti sono custoditi in quattro costruzioni poste ai lati dell'altare e del viale d'ingresso.
Il cimitero è stato progettato dall'ufficio tecnico del Distretto centrale dei cimiteri militari a Roma e realizzato a spese del governo italiano in uno stile classicheggiante e monumentale, con due bassi recinti in pietra decorati con rami di alloro e panoplie, propri delle legioni romane. Le lapidi e gli elementi della recinzione metallica sono stati inviati dall'Italia. Il cimitero ha una forma quadrata con due viali principali che si intersecano ad angolo retto. Alla fine del viale che porta dall'ingresso al cimitero vi è un altare con una croce, dietro il quale si erge la stele con incisi i nomi dei luoghi da cui vennero riesumati i cadaveri degli italiani uccisi e assassinati nella seconda guerra mondiale. 
I nomi dei caduti del primo conflitto mondiale sono segnati su altre due lapidi poste sopra i due manufatti seminterrati a lato dell'altare. Al centro del cimitero è una lapide commemorativa in onore dei sei generali italiani (Carlo Spatocco, Giuseppe Andreoli, Emanuele Balbo Bertone, Ugo Ferrero, Alberto Trionfi, Alessandro Vaccaneo) assassinati dalle SS il 28 gennaio 1945 presso la Kużnica Żelichowska nella regione Wielkopolska.
Il cimitero è stato completamente rinnovato nel 1970; con quell'intervento venne rimosso il portale monumentale in pietra arenaria, sostituito dal cancello in ferro battuto. Oggi il cimitero è sotto la cura dell'Ambasciata d'Italia a Varsavia.